# Live in Europe
Live in Europe är ett livealbum av det amerikanska rockbandet Creedence Clearwater Revival. Det spelades in i september 1971 och gavs ut 16 oktober 1973 på Fantasy Records på vinyl som en dubbel-LP. Utgivna CD med samma namn saknar någon låt.

## Låtlista
Samtliga låtar skrivna av John Fogerty, om inte annat anges.
1. "Born on the Bayou" - 5:05
2. "Green River/Suzie Q" (John Fogerty, Eleanor Broadwater, Dale Hawkins, Stan Lewis) - 4:31
3. "It Came Out of the Sky" - 3:11
4. "Door to Door" (Stu Cook) - 2:00
5. "Travelin Band" - 2:12
6. "Fortunate Son" - 2:25
7. "Commotion" - 2:34
8. "Lodi" - 3:15
9. "Bad Moon Rising" - 2:13
10. "Proud Mary" - 2:52
11. "Up Around the Bend" - 2:42
12. "Hey Tonight" - 2:30
13. "Sweet Hitch-Hiker" - 3:05
14. "Keep on Chooglin'" - 12:47